# صنف (منطق)
الصنف عند المنطقيين هو النوع المقيد بقيد كلي عرضي كالتركي والهندي. وقيل الجزئيات المندرجة تحت الكلي إما أن يكون تباينها بالذاتيات أو بالعرضيات أو بهما، والأول يسمى أنواعا، والثاني أصنافا، والثالث أقساما. فعلى هذا الصنف كلي مقول على كثيرين متفقين بالحقائق دون العرضيات والمآل واحد.